# Championnat de Belgique masculin de handball 2013-2014
Navigation
Division 1 2012-2013 Division 1 2014-2015
La saison 2013-2014 du Championnat de Belgique de handball fut la 56e saison de la plus haute division belge de handball. La première phase du championnat la phase classique, est suivie des Play-offs et des Play-downs.
Cette édition fut remportée par l'Initia HC Hasselt, qui conserve son titre de champion avec un treizième sacre, ce qui conforte son statut de club le plus titré du royaume, devant le ROC Flémalle et le Sporting Neerpelt-Lommel, 10 titres chacun.       
Pour la deuxième fois de son histoire l'Achilles Bocholt occupe la place de dauphin, le United HC Tongeren suit à la troisième place tandis que le KV Sasja HC Hoboken termine dernier et quatrième des Play-offs, ce sont ces quatre clubs qui auront l'honneur de représenter la Belgique dans la toute nouvelle BeNe League la saison suivante, le Luxembourg ayant abandonné le projet de cette compétition.       
Le HC Eynatten-Raeren est relégué et sera remplacé la saison suivante par le KV Sasja HC Hoboken II, le HKW Waasmunster et le Kreasa HB Houthalen, à la suite des changements de format.

## Participants
En gras, les clubs engagés en BeNeLux liga
| Club                     | Classement 2012-2013 | Localisation    | Entraîneur          | Salle                        | Capacité |
| ------------------------ | -------------------- | --------------- | ------------------- | ---------------------------- | -------- |
| Initia HC Hasselt        | 1er                  | Hasselt         | Luc Boiten          | Sporthal Alverberg           | 1 730    |
| Achilles Bocholt         | 2er                  | Bocholt         | Pim Rietbroek       | Sportcomplex De Damburg      | 1 539    |
| United HC Tongeren       | 3e                   | Tongres         | Goran Vukcevic      | Eburons Dôme Tongeren        | 1 000    |
| Sporting Neerpelt-Lommel | 4e                   | Neerpelt/Lommel | Robert Nijdam       | Sportcentrum Dommelhof       | 1 600    |
| KV Sasja HC Hoboken      | 5e                   | Anvers          | Alex Jacobs         | Sportcomplex Sorghvliedt     | 950      |
| HC Visé BM               | 6e                   | Visé            | Davor Peric         | Hall Omnisports de Visé      | 600      |
| EHC Tournai              | 7e                   | Tournai         | Robin Matthijs      | Hall des Sports de la C.E.T. | 2000     |
| Union beynoise           | 8e                   | Beyne-Heusay    | Pierre Chapaux      | Hall Omnisports Edmond Rigo  | 400      |
| HC Eynatten-Raeren       | 9e                   | Raeren          | Bruno Thevissen     | Sporthalle Eynatten          | 700      |
| Olse Merksem HC          | 2e (D2)              | Anvers          | Frank Van Uytfanghe | Sportcentrum De Rode Loop    | 321      |

### Localisation
| \| HC Visé BM United HC Tongeren Achilles Bocholt Initia HC Hasselt Union beynoise Olse Merksem KV Sasja HC Eynatten Sporting NeLo EHC Tournai \| Localisation des clubs engagés dans le championnat |
| HC Visé BM United HC Tongeren Achilles Bocholt Initia HC Hasselt Union beynoise Olse Merksem KV Sasja HC Eynatten Sporting NeLo EHC Tournai                                                          |

Nombre d'équipes par Province
| # | Province             | Nombre | Équipe(s)                                                                           |
| - | -------------------- | ------ | ----------------------------------------------------------------------------------- |
| 1 | Province de Limbourg | 4      | Initia HC Hasselt, United HC Tongeren, Achilles Bocholt et Sporting Neerpelt-Lommel |
| 2 | Province de Liège    | 3      | Union beynoise, HC Visé BM et HC Eynatten-Raeren                                    |
| 3 | Province d'Anvers    | 2      | KV Sasja HC Hoboken et Olse Merksem HC                                              |
| 4 | Province de Hainaut  | 1      | EHC Tournai                                                                         |

## Compétition

### Organisation du championnat
La saison régulière est disputée par 10 équipes jouant chacune l'une contre l'autre à deux reprises selon le principe des phases aller et retour. Une victoire rapporte 2 points, une égalité, 1 point et, donc une défaite 0 point.
Après la saison régulière, les 4 équipes les mieux classées s'engagent dans les play-offs. Ceux-ci constituent en un nouveau championnat où les 4 équipes s'affrontent en phase aller-retour mais lors duquel l'équipe classée première de la saison régulière part avec 4 points, le second, 3, le troisième, 2, le quatrième, 1.
Ces quatre équipes s'affrontent pour le titre de champion mais aussi pour se qualifier en Coupe d'Europe la saison suivante.
Lors de ces play offs, les deux premières équipes sont qualifiés pour la finale, une finale en trois manches, dont le premier reçoit deux fois et le second une fois. Tandis que le troisième reçoit le quatrième pour le match de la troisième place.
Pour ce qui est des 6 dernières équipes de la phase régulière, elles s'engagent quant à elles dans les play-downs. Il s'agit là aussi d'une compétition normale en phase aller-retour mais pour laquelle le premier de ces play-downs commence avec 6 points, le second, 5, le troisième, 4, le quatrième, 3, le cinquième, 2 et le sixième avec 1 point.
Ces quatre équipes s'affrontent dans le but de ne pas pouvoir finir à la dernière place synonyme de relégation en division 2.

### Saison régulière

#### Classement
|    | Équipe                     | Pts | J  | G  | N | P  | Bp  | Bc  | Diff |
| -- | -------------------------- | --- | -- | -- | - | -- | --- | --- | ---- |
| 1  | United HC Tongeren         | 30  | 18 | 14 | 2 | 2  | 508 | 403 | 105  |
| 2  | Achilles Bocholt           | 29  | 18 | 14 | 1 | 3  | 556 | 464 | 92   |
| 3  | Initia HC Hasselt (T), (C) | 28  | 18 | 13 | 2 | 3  | 554 | 463 | 91   |
| 4  | KV Sasja HC Hoboken        | 25  | 18 | 12 | 1 | 5  | 483 | 417 | 66   |
| 5  | Sporting Neerpelt-Lommel   | 24  | 18 | 12 | 0 | 6  | 601 | 478 | 123  |
| 6  | HC Visé BM                 | 16  | 18 | 8  | 0 | 10 | 484 | 503 | -19  |
| 7  | EHC Tournai                | 11  | 18 | 5  | 1 | 12 | 441 | 495 | -54  |
| 8  | Olse Merksem HC            | 7   | 18 | 2  | 3 | 13 | 472 | 572 | -100 |
| 9  | HC Eynatten-Raeren         | 6   | 18 | 2  | 2 | 14 | 392 | 553 | -161 |
| 10 | Union Beynoise             | 4   | 18 | 1  | 2 | 15 | 410 | 553 | -143 |

|                 | Qualification en play-offs et en BeNe League 2014-2015 |
|                 | Play-downs                                             |
| (T)             | Tenant du titre 2013                                   |
| en augmentation | Promu 2013                                             |
| (C)             | Vainqueur de la Coupe de Belgique 2013-2014            |

##### Évolution du Classement
- Leader du classement

| NEE | ABO | IHA | ABO | ABO | ABO | ABO | TON | IHA | IHA | IHA | IHA | SAS | SAS | SAS | IHA | TON | TON |  |  |  |  |  |  |  |  |  |  |  |  |
|     |     |     |     |     |     |     |     |     |     |     |     |     |     |     |     |     |     |  |  |  |  |  |  |  |  |  |  |  |  |
| 01  | 02  | 03  | 04  | 05  | 06  | 07  | 08  | 09  | 10  | 11  | 12  | 13  | 14  | 15  | 16  | 17  | 18  |  |  |  |  |  |  |  |  |  |  |  |  |

- Journée par journée

| Club                     | 1  | 2  | 3  | 4  | 5  | 6  | 7  | 8  | 9  | 10 | 11 | 12 | 13 | 14 | 15 | 16 | 17 | 18 |
| ------------------------ | -- | -- | -- | -- | -- | -- | -- | -- | -- | -- | -- | -- | -- | -- | -- | -- | -- | -- |
| United HC Tongeren       | 4  | 3  | 3  | 3  | 3  | 3  | 2  | 1  | 4  | 4  | 4  | 3  | 2  | 4  | 3  | 2  | 1  | 1  |
| Initia HC Hasselt        | 3  | 4  | 1  | 2  | 2  | 4  | 3  | 2  | 1  | 1  | 1  | 1  | 3  | 2  | 2  | 1  | 3  | 3  |
| Achilles Bocholt         | 2  | 1  | 2  | 1  | 1  | 1  | 1  | 3  | 2  | 2  | 2  | 4  | 4  | 4  | 4  | 3  | 2  | 2  |
| Sporting Neerpelt-Lommel | 1  | 2  | 4  | 5  | 5  | 5  | 5  | 5  | 5  | 5  | 5  | 5  | 5  | 5  | 5  | 5  | 5  | 4  |
| KV Sasja HC Hoboken      | 5  | 5  | 5  | 4  | 4  | 2  | 4  | 4  | 3  | 3  | 3  | 2  | 1  | 1  | 1  | 4  | 4  | 5  |
| EHC Tournai              | 9  | 9  | 9  | 9  | 9  | 6  | 6  | 6  | 6  | 6  | 6  | 6  | 7  | 7  | 7  | 7  | 7  | 7  |
| Olse Merksem HC          | 6  | 8  | 10 | 10 | 7  | 8  | 8  | 8  | 9  | 9  | 9  | 9  | 9  | 9  | 8  | 8  | 8  | 8  |
| Union beynoise           | 8  | 10 | 7  | 8  | 10 | 10 | 10 | 9  | 10 | 10 | 10 | 10 | 10 | 10 | 10 | 10 | 10 | 10 |
| HC Visé BM               | 7  | 7  | 8  | 7  | 8  | 9  | 9  | 10 | 7  | 7  | 7  | 7  | 6  | 6  | 6  | 6  | 6  | 6  |
| HC Eynatten-Raeren       | 10 | 6  | 6  | 6  | 6  | 7  | 7  | 7  | 8  | 8  | 8  | 8  | 8  | 8  | 9  | 9  | 9  | 9  |

#### Matchs
| Résultats (dom.\ext.)                                      | UTO   | IHA   | ABO   | SNL   | KVS   | EHCT  | OME   | UBE   | HCV   | HCER  |
| United HC Tongeren                                         |       | 20-20 | 27-24 | 31-24 | 19-18 | 29-22 | 35-22 | 31-15 | 30-21 | 33-21 |
| Initia HC Hasselt                                          | 30-26 |       | 23-26 | 35-31 | 22-25 | 36-24 | 40-33 | 31-25 | 35-27 | 33-17 |
| Achilles Bocholt                                           | 34-34 | 28-30 |       | 25-24 | 28-23 | 34-20 | 34-20 | 30-22 | 30-31 | 41-20 |
| Sporting Neerpelt-Lommel                                   | 30-31 | 33-22 | 33-34 |       | 23-28 | 28-25 | 42-30 | 44-22 | 42-28 | 37-20 |
| KV Sasja HC Hoboken                                        | 20-17 | 29-29 | 29-30 | 26-31 |       | 31-22 | 25-22 | 31-24 | 28-30 | 36-16 |
| EHC Tournai                                                | 23-31 | 27-28 | 18-31 | 27-32 | 25-26 |       | 26-26 | 27-21 | 26-23 | 27-20 |
| Olse Merksem HC                                            | 21-37 | 20-32 | 30-33 | 27-41 | 24-28 | 28-29 |       | 26-26 | 27-32 | 24-24 |
| Union Beynoise                                             | 14-23 | 28-39 | 26-33 | 22-36 | 17-30 | 20-29 | 29-28 |       | 21-26 | 27-27 |
| HC Visé BM                                                 | 20-24 | 20-33 | 23-25 | 24-32 | 20-25 | 27-22 | 31-32 | 36-26 |       | 35-26 |
| HC Eynatten-Raeren                                         | 24-30 | 24-36 | 24-29 | 21-38 | 18-25 | 21-20 | 24-27 | 26-25 | 19-30 |       |
| - Victoire à domicile - Match nul - Victoire à l'extérieur |       |       |       |       |       |       |       |       |       |       |

### Play-offs

#### Classement
|   | Équipe                    | Pts | J | G | N | P | Bp  | Bc  | Diff |
| - | ------------------------- | --- | - | - | - | - | --- | --- | ---- |
| 1 | Initia HC Hasselt (T) (C) | 12  | 6 | 5 | 0 | 1 | 186 | 148 | 38   |
| 2 | Achilles Bocholt          | 9   | 6 | 3 | 0 | 3 | 163 | 167 | -4   |
| 3 | United HC Tongeren        | 8   | 6 | 2 | 0 | 4 | 132 | 143 | -11  |
| 4 | KV Sasja HC Hoboken       | 5   | 6 | 2 | 0 | 4 | 130 | 153 | -23  |

|     | Qualification pour la finale                        |
|     | Qualification pour le match pour la troisième place |
| (T) | Tenant du titre 2013                                |
| (C) | Vainqueur de la Coupe de Belgique 2013-2014         |

#### Matchs
| Résultats (dom.\ext.)                                      | ABO   | IHA   | KVS   | UTO   |
| Achilles Bocholt                                           |       | 34-32 | 30-27 | 25-26 |
| Initia Hasselt                                             | 38-29 |       | 33-23 | 24-23 |
| KV Sasja HC Hoboken                                        | 26-23 | 16-25 |       | 22-18 |
| United HC Tongeren                                         | 18-22 | 23-24 | 24-16 |       |
| - Victoire à domicile - Match nul - Victoire à l'extérieur |       |       |       |       |

#### Match pour la troisième place
| 15h00 - 17 mai 2014 | United HC Tongeren | 30 - 27 | KV Sasja HC Hoboken | Eburons Dôme Tongeren, Tongres |

#### Finale
| 20h30 - 17 mai 2014 | Achilles Bocholt | 23 - 26 | Initia HC Hasselt | Eburons Dôme Tongeren, Tongres |

| 20h15 - 24 mai 2014 | Initia HC Hasselt | 26 - 25 | Achilles Bocholt | Sportcomplex De Damburg, Bocholt |

- Initia HC Hasselt 2 - 0 Achilles Bocholt

#### Champion
| Champion de Belgique de handball 2013-2014 Initia Handbal Club Hasselt 13e titre |

### Play-downs

#### Classement
|   | Équipe                   | Pts | J  | G | N | P | Bp  | Bc  | Diff |
| - | ------------------------ | --- | -- | - | - | - | --- | --- | ---- |
| 1 | Sporting Neerpelt-Lommel | 22  | 10 | 8 | 0 | 2 | 324 | 260 | 64   |
| 2 | HC Visé BM               | 17  | 10 | 6 | 0 | 4 | 308 | 280 | 28   |
| 3 | EHC Tournai              | 15  | 10 | 5 | 1 | 4 | 266 | 261 | 5    |
| 4 | Olse Merksem HC          | 10  | 10 | 3 | 1 | 6 | 262 | 293 | -31  |
| 5 | Union Beynoise           | 9   | 10 | 4 | 0 | 6 | 272 | 293 | -21  |
| 6 | HC Eynatten-Raeren       | 8   | 10 | 3 | 0 | 7 | 263 | 308 | -45  |

|                 | Relégation en Division 2 |
| en augmentation | Promu 2013               |

#### Matchs
| Résultats (dom.\ext.)                                      | EHCT  | HCER  | HCV   | OME   | SNL   | UBE   |
| EHC Tournai                                                |       | 21-22 | 25-22 | 30-30 | 32-30 | 38-23 |
| HC Eynatten-Raeren                                         | 26-27 |       | 27-36 | 29-37 | 29-38 | 27-25 |
| HC Visé BM                                                 | 29-24 | 34-29 |       | 29-30 | 37-32 | 32-35 |
| Olse Merksem HC                                            | 23-29 | 26-25 | 21-29 |       | 26-32 | 23-25 |
| Sporting Neerpelt-Lommel                                   | 26-21 | 39-23 | 31-27 | 28-19 |       | 37-20 |
| Union Beynoise                                             | 30-19 | 25-26 | 26-33 | 37-27 | 26-31 |       |
| - Victoire à domicile - Match nul - Victoire à l'extérieur |       |       |       |       |       |       |

## Bilan

### Classement final
| Rang | Équipe                    |
| ---- | ------------------------- |
| 1er  | Initia HC Hasselt (C) (T) |
| 2e   | Achilles Bocholt          |
| 3e   | United HC Tongeren        |
| 4e   | KV Sasja HC Hoboken       |
| 5e   | Sporting Neerpelt-Lommel  |
| 6e   | HC Visé BM *              |
| 7e   | EHC Tournai               |
| 8e   | Olse Merksem HC           |
| 9e   | Union beynoise            |
| 10e  | HC Eynatten-Raeren        |

|                 | Champion de Belgique et qualifiés pour la Ligue des champions 2014-2015 |
|                 | Qualifiés pour la Coupe EHF 2014-2015                                   |
|                 | Qualifiés pour la Coupe Challenge 2014-2015                             |
|                 | Relégués en division 2                                                  |
| En              | gras Qualifiés pour la BeNe League 2014-2015                            |
| (T)             | Tenant du titre                                                         |
| (C)             | Vainqueur de la Coupe de Belgique                                       |
| en augmentation | Promu de début de saison en Division 1                                  |

* HC Visé BM participa à la Coupe Challenge, grâce à une finale atteinte en Coupe de Belgique face au Initia HC Hasselt, qualifié pour la Ligue des champions 2013-2014 grâce à son titre.

### Classement des Buteurs
| Rang | Nom                  | Nationalité | Équipe                   | Buts | Matchs |
| ---- | -------------------- | ----------- | ------------------------ | ---- | ------ |
| 01   | Arber Qerimi         | Belgique    | Sporting Neerpelt-Lommel | 137  | 17     |
| 02   | Jeroen De Beule      | Belgique    | United HC Tongeren       | 122  | 17     |
| 03   | Damian Kedziora      | Belgique    | Achilles Bocholt         | 115  | 17     |
| 04   | Roel Valkenborgh     | Belgique    | Achilles Bocholt         | 115  | 17     |
| 05   | Kevin Jacobs         | Belgique    | KV Sasja HC Hoboken      | 107  | 17     |
| 06   | Dimitri Van den Hoed | Pays-Bas    | Sporting Neerpelt-Lommel | 106  | 17     |
| 07   | Kristof Van Wesemael | Belgique    | Olse Merksem HC          | 101  | 15     |
| 08   | Robbert Bogaerts     | Belgique    | Initia HC Hasselt        | 95   | 17     |
| 09   | Nicolas Danse        | Hongrie     | Union beynoise           | 93   | 17     |
| 010  | Romain Dolce         | Belgique    | Union beynoise           | 89   | 17     |

### Parcours en coupes d'Europe
Le parcours des clubs belges en coupes d'Europe est important puisqu'il détermine le coefficient EHF, et donc le nombre de clubs espagnoles présents en coupes d'Europe les années suivantes.
| Club                | Compétition     | Tour d'entrée     | Résultat            | Dernier adversaire    |
| Achilles Bocholt    | Coupe EHF       | 1er tour          | éliminé au 1er tour | Tatabánya Carbonex KC |
| Initia HC Hasselt   | Coupe Challenge | Tour préliminaire | Tour préliminaire   | NMC Powen Zabrze      |
| United HC Tongeren  | Coupe Challenge | Tour préliminaire | 1/4 de finale       | KS Azoty-Puławy       |
| KV Sasja HC Hoboken | Coupe Challenge | Tour préliminaire | Tour préliminaire   | SPE Strovolos Nicosie |

### Bilan de la saison
| Tableau d'honneur de la saison 2013-2014 |                                                            |                          |
| Compétition                              | Vainqueur                                                  | Commentaire              |
| Championnat de Belgique                  | Initia HC Hasselt                                          | 13e titre                |
| Coupe de Belgique                        | Initia HC Hasselt                                          | 11e victoire             |
| Qualifications européennes               |                                                            |                          |
| Compétition                              | Qualifiés                                                  | Qualifiés                |
| Ligue des champions                      | Initia HC Hasselt                                          | Tour préliminaire        |
| Coupe EHF                                | Achilles Bocholt                                           | Premier tour             |
| Coupe Challenge                          | HC Visé BM                                                 | Premier tour             |
| Promotions et relégations                |                                                            |                          |
| Promu en Division 1 (D1)                 | KV Sasja HC Hoboken II HKW Waasmunster Kreasa HB Houthalen | 1er (D2) 2e (D2) 3e (D2) |
| Relégation en Division 2 (D2)            | HC Eynatten-Raeren                                         | 10e                      |